# Dasophrys hypselopterus
Dasophrys hypselopterus là một loài ruồi trong họ Asilidae. Dasophrys hypselopterus được Engel miêu tả năm 1929. Loài này phân bố ở vùng nhiệt đới châu Phi.